# Lebanon (Virginia)
Lebanon es una localidad del condado de Russell, Virginia, Estados Unidos. Según el censo de 2010, en ese momento tenía una población de 3.424 habitantes. Tiene una población estimada, a mediados de 2019, de 3.147 habitantes.

## Demografía
Según el censo de 2000, había 3.273 personas, 1.420 hogares y 886 familias residiendo en la localidad. La densidad de población era de 308,2 hab./km². Había 1.548 viviendas con una densidad media de 145,8 viviendas/km². El 95,54% de los habitantes eran blancos, el 3,73% afroamericanos, el 0,12% amerindios, el 0,09% de otras razas y el 0,52% pertenecía a dos o más razas. El 0,34% de la población eran hispanos o latinos de cualquier raza.
Según el censo, de los 1.420 hogares en el 25,2% había menores de 18 años, el 45,4% pertenecía a parejas casadas, el 13,9% tenía a una mujer como cabeza de familia y el 37,6% no eran familias. El 35,4% de los hogares estaba compuesto por un único individuo y el 16,6% pertenecía a alguien mayor de 65 años viviendo solo. El tamaño promedio de los hogares era de 2,14 personas y el de las familias de 2,76.
La población estaba distribuida en un 19,8% de habitantes menores de 18 años, un 9,0% entre 18 y 24 años, un 26,1% de 25 a 44, un 25,3% de 45 a 64 y un 19,8% de 65 años o mayores. La media de edad era 41 años. Por cada 100 mujeres había 88,3 hombres. Por cada 100 mujeres de 18 años o más, había 84,5 hombres.
Los ingresos medios por hogar en la localidad eran de 27.750 dólares ($) y los ingresos medios por familia eran 35.750 $. Los hombres tenían unos ingresos medios de 29.583 $ frente a los 23.989 $ para las mujeres. La renta per cápita para la ciudad era de 16.678 $. El 20,6% de la población y el 15,3% de las familias estaban por debajo del umbral de pobreza. El 33,1% de los menores de 18 años y el 11,9% de los habitantes de 65 años o más vivían por debajo del umbral de pobreza.

## Geografía
Según la Oficina del Censo de los Estados Unidos, la localidad tiene un área total de 10,6 km², todos ellos correspondientes a tierra firme.